# Groot moerasscherm
Groot moerasscherm (Apium nodiflorum, synoniem: Helosciadium nodiflorum) is een overblijvend kruid uit de schermbloemenfamilie (Apiaceae). De soort staat op de Nederlandse en Vlaamse rode lijst van planten als niet bedreigd, vrij algemeen voorkomend en stabiel of toegenomen. De plant komt van nature voor in Eurazië en Noord-Afrika en is van daaruit verspreid naar Noord- en Zuid-Amerika.
De plant wordt 30-100 cm hoog en heeft een aan de voet kruipende en op de knopen wortelende stengel. De stengel is fijn gegroefd. De bladeren zijn enkel, oneven geveerd. De 1,5-6 cm lange deelblaadjes zijn eirond tot eirond-lancetvormig en hebben een gekartelde of gezaagde rand. De bladscheden zijn breed vliezig gerand.
De plant bloeit van juni tot in september met witte of groenachtig witte bloemen die in kort gesteelde of zittende schermen zitten met drie tot vijftien schermstralen. Er zijn geen of soms twee omwindselbladen en vijf of zes omwindselblaadjes. De kroonbladen zijn spits.
De 2-2,5 mm lange vrucht is een tweedelig splitvrucht met eenzadige deelvruchtjes, die aan de voorkant elliptisch is en vrij brede, sterk uitspringende, afgeronde ribben heeft.
Groot moerasscherm komt voor aan en in beken, sloten, grienden en bronbossen met kalkrijk water.

## Namen in andere talen
- Duits: Knotenblütiger Sellerie
- Engels: Fool's water-cress, European marshwort
- Frans: Ache nodiflore